# Il lago in fiamme
Il lago in fiamme. Storia della guerra in Vietnam è un libro scritto dalla giornalista americana Frances Fitzgerald, pubblicato in Italia, nel 1974, da Giulio Einaudi Editore, sulla guerra del Vietnam.
Ha vinto molti premi letterali incluso il Premio Pulitzer, il National Book Award e il Bancroft Prize.